# Ozarba peraffinis
Ozarba peraffinis là một loài bướm đêm trong họ Noctuidae.